# Conus halitropus
Conus halitropus é uma espécie de gastrópode do gênero Conus, pertencente a família Conidae.